# Českomoravský belgik
Českomoravský belgik či také Českomoravský belgický kůň je tažné plemeno koně, které vzniklo splynutím Českého chladnokrevníka a Moravského chladnokrevníka. 
Největší koněm světa je aktuálně belgický chladnokrevník, valach Priefert’s Radar, je vysoký 202 cm a váží 1088 kg

## Stavba těla
Českomoravský belgik je vysoký asi 155 - 165 cm. Má svalnaté tělo s pevnou a hrubou stavbou. Hlava je menší, krk vysoko nasazený a dlouhá, široká, pevná záď. Nohy jsou kratší, svalnaté, mohou mít menší rousy. Kopyta jsou tvrdá, odolná. Zbarvení je nejčastěji ryzé ( z 84%) nebo hnědé se světlou hřívou ( z 12%), výjimečně tmavé až černé ( okolo 3%). Jeho chody bývají většinou málo prostorné a proto se, jako typický tažný kůň, příliš nehodí pro rekreační jízdu.

## Charakter a využití
Českomoravský belgik je pracovitý, ochotný, klidný a dobře ovladatelný. Jeho dobrá ovladatelnost a tažná síla se dnes využívá pro práci v lese. V historii se používal také v zemědělství. Využívá se také na hiporehabilitaci, díky své klidné povaze.

## Historie a chov
Chov začal na Moravě roku 1879, v Čechách začal roku 1882. Chov na Moravě a v Čechách byl nejdříve oddělený, vznikla oddělená plemena (Moravský chladnokrevník a Český chladnokrevník) a mezi oběma plemeny byly menší rozdíly. Oba chovy negativně ovlivnila První světová válka a také Druhá světová válka, neboť docházelo k velkým odvodům koní do armády, kde většina z nich zahynula v boji, na různé nemoci nebo na přepracování. Druhá světová válka zcela ukončila dosavadní šlechtění a chov. Při obnově chovu se kvůli nedostatku koní s krevní základnou začali mísit Moravští a Čeští chladnokrevníci, zde došlo k odstraňování rozdílů mezi oběma plemeny. Až po roce 1989 se spojil název obou plemen a vzniklo jedno plemeno. Mechanizace zemědělství měla velký dopad na chov a došlo ke snižování počtu koní. V 70. a 80. letech 20. století došlo k ukončení původního cílu šlechtění a přikročilo se ke křížení krve belgické a norické za vyšlechtění pouze Českého chladnokrevníka (norickou krev měl pouze Český chladnokrevník, Moravský ne). Po roce 1989 byl obnoven cíl šlechtění.

## Současnost
Českomoravský belgik je nejstarším plemenem u nás. Je to velmi čisté plemeno, neboť za 70 let nedošlo k významnému použití příměsi krve cizích plemen. Některým krevním liniím hrozí zánik, kvůli nedostatku potomků. V plemenné knize je 160 chovných klisen a v roce 2010 bylo evidováno 2304 koní toto plemene.

## Aktivní linie plemenných hřebců
ČMB-L-A 01 - hřebec Aglaé
ČMB-L-B 03 - Hřebec Bayard De Heredia
ČMB-L-C 02 - hřebec Corale
ČMB-L-M 01 - hřebec Marquis de Vraimont
ČMB-L-P 01 - hřebec Pandor
ČMB-L-S 01 - hřebec Successeur de Boneffe

## Soutěže
Soutěží se ve dvojspřeží a soutěže mají tři části: 
1. vozatajská soutěž - dráha 400 až 600 metrů dlouhá s 10 - 14 překážkami
2. ovladatelnost s kládou - dráha 400 metrů dlouhá, maximálně 10 překážek
3. těžký tah - kolo 20x10 metrů, jede se 5 kol s různě těžkými saněmi (1500 kg, 1700 kg, 1900 kg, 2100 kg a 2300 kg

Soutěže se pořádají tradičně v Pardubicích na výstavách Koně.